# Paragem de São Félix
A Paragem de São Félix foi uma interface da Linha do Porto à Póvoa e Famalicão, que servia a zona do Monte de São Félix, no concelho de Póvoa de Varzim, em Portugal.

## História

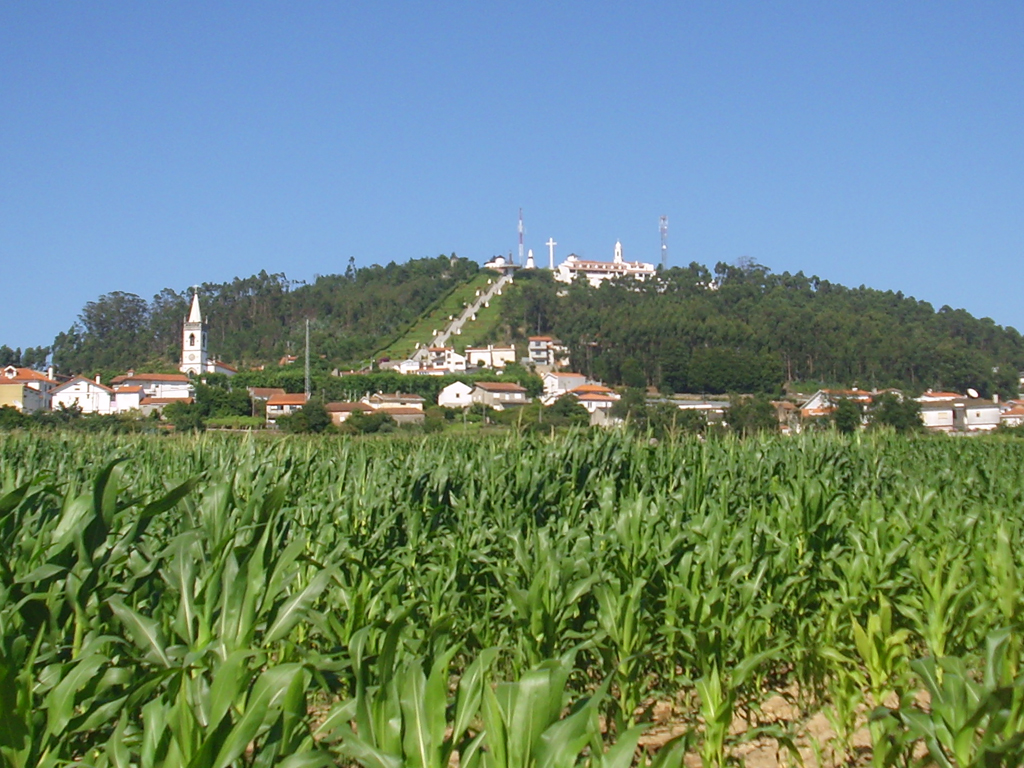
Panorâmica de Laundos e do Monte de São Félix.

Esta interface encontrava-se no lanço da Linha da Póvoa entre as estações de Póvoa de Varzim e Fontainhas, que abriu à exploração em 7 de Agosto de 1878.